# Kreis Gütersloh
Kreis Gütersloh is een Kreis in de Duitse deelstaat Noordrijn-Westfalen. Kreisstadt is de gelijknamige stad. De Kreis telt 364.818 inwoners (31 december 2020) op een oppervlakte van 969,21 km². Op 31 december 2020 had 14,74% van de inwoners een niet-Duits staatsburgerschap (53.770 niet-Duitsers) en hadden 430 inwoners het Nederlandse staatsburgerschap.

## Steden en gemeenten
De volgende steden en gemeenten liggen in dit bestuurlijke Kreis:
| Steden 1. Borgholzhausen 2. Gütersloh 3. Halle 4. Harsewinkel 5. Rheda-Wiedenbrück 6. Rietberg 7. Schloß Holte-Stukenbrock 8. Verl 9. Versmold 10. Werther | Gemeente 1. Herzebrock-Clarholz 2. Langenberg 3. Steinhagen |  |

Zie ook: Lijst van Kreise en kreisfreie steden in Noordrijn-Westfalen
Borgholzhausen · Gütersloh · Halle · Harsewinkel · Herzebrock-Clarholz · Langenberg · Rheda-Wiedenbrück · Rietberg · Schloß Holte-Stukenbrock · Steinhagen · Verl · Versmold · Werther